# Bernard Frénicle de Bessy
Pour les articles homonymes, voir Frénicle et Bessy (homonymie).
Bernard Frénicle de Bessy est un mathématicien français né à Paris vers 1605 ou 1606 et mort probablement en novembre 1674.

## Biographie
Bernard Frénicle, chevalier de Bessy, né vers 1605 ou 1606, est le fils de Bernard Frénicle, écuyer de Bessy et conseiller général en la Cour des Monnaies, et de sa seconde épouse, Denyse le Sellier ou Le Scellier. Les titres de noblesse de sa famille, originaire de Meaux, remonteraient à 1407.
Bernard Frenicle sieur de Bessy a dû mourir en novembre 1674, car on fait son inventaire après décès le 3 décembre 1674 (Archives nationales, MC/ET/X).
Proche de Marin Mersenne, il participa à plusieurs cercles scientifiques et fut nommé membre géomètre de l'Académie royale des sciences à sa création en 1666. Il s'est intéressé à l'astronomie et à la mécanique, mais il est surtout connu pour ses travaux sur la théorie des nombres et la combinatoire. La forme standard de Frénicle, une représentation standard des carrés magiques, est nommée en son honneur. Il a aussi découvert les nombres taxicabs et il a décrit tous les carrés magiques essentiellement différents d'ordre 4 ; son procédé de construction et les carrés magiques obtenus furent publiés à titre posthume en 1693.
Il a défié Christian Huygens de résoudre le système d'équations suivant dans ℕ,
{\displaystyle x^{2}+y^{2}=z^{2},\ x^{2}=u^{2}+v^{2},\ x-y=u-v}
Une solution fut trouvée par Théophile Pépin en 1880.

## Famille
- Bernard Frénicle de Bessy père s'est marié en premières noces avec Marie Imbert, d'où :
  - Robert Frénicle de Bessy (1592-1664) conseiller en la cour des monnaies par arrêt du 25 mars 1614, puis trésorier de France dans le Poitou, marié avec Jeanne Talon ;
  - Marie Frenicle, mariée le 13 janvier 1619, avec Prosper Sibour, avocat en Parlement (mort en 1627)
- marié en secondes noces avec Denise Le Sellier, il a :
  - Nicolas Frénicle (1600-1666), conseiller en la Cour des monnaies et poète[5].
  - Jeanne Frenicle, mariée par contrat le 19 février 1623 avec Jacques Galland, receveur des tailles et taillons de Sézanne en Brie en 1630 ;
  - Denise Frenicle, religieuse à l'abbaye royale de Longchamps, reçue le 6 août 1620
  - Bernard Frénicle de Bessy (c.1605/06-1674) marié le 25 novembre 1668 avec Jeanne Bourcier par contrat (Archives nationales, MC/ET/X) :
    - Jean-Edme Frénicle de Bessy (né le 13 mars 1672, mort vers 1730), chevalier de l'ordre militaire de Saint-Louis, mestre de camp de cavalerie, gouverneur des ville et duché de Bouillon, marié à Marie Cécile Leruth (†1768) ;

## Publications

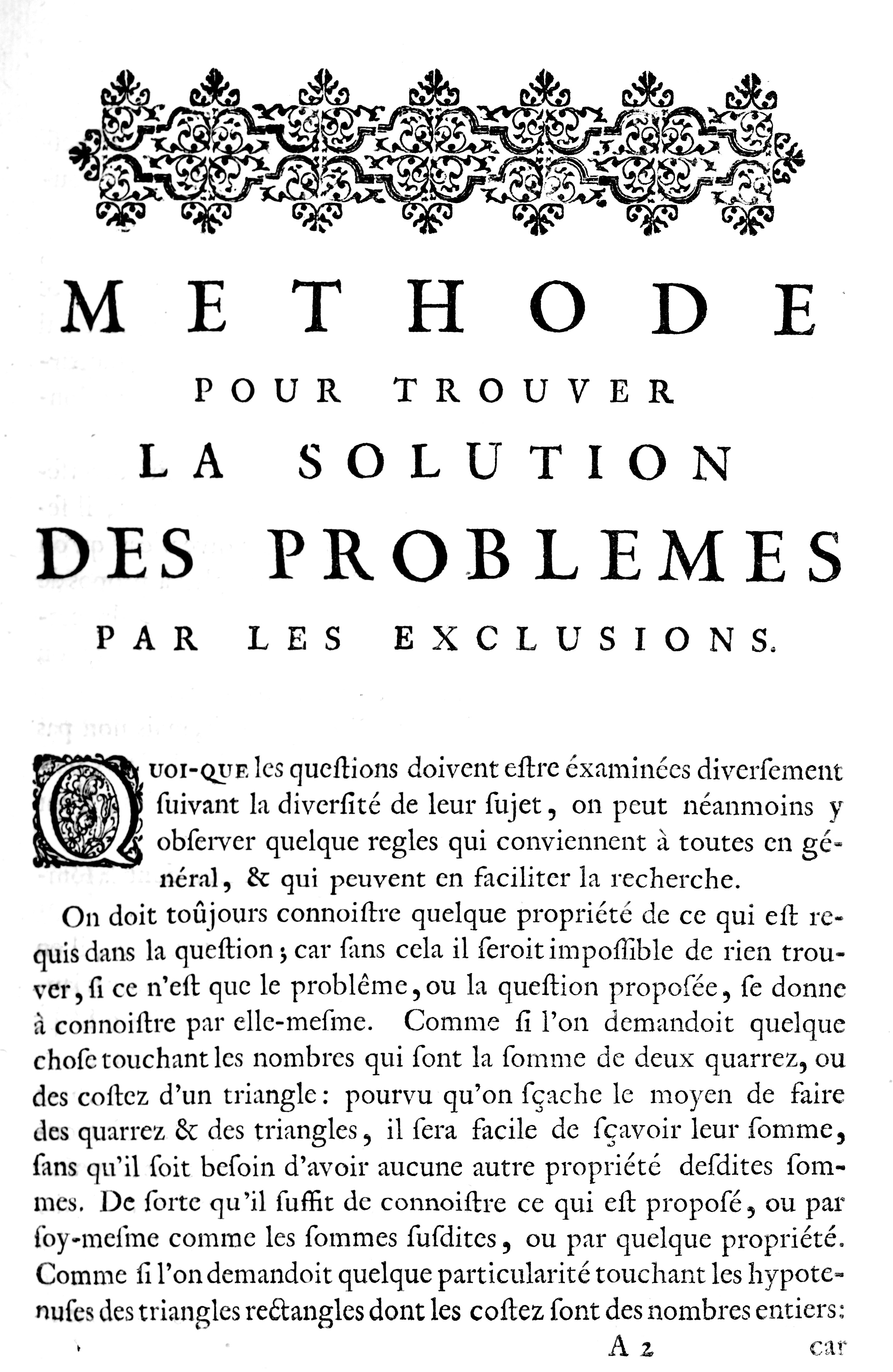
Méthode pour trouver la solution …

- Calcul astronomic et figure de l'éclipse de soleil qui arrivera le 12 aoust 1654 (1654)
- Solutio duorum problematum circa numeros cubos & quadratos, quae tanquam insolubilia universis Europae mathematicis a clarissimo viro D. Fermat sunt proposita, & ad D. Cl. M. Laurenderium doctorem medicum transmissa. A D. B. F. D. B. inventa. Nec non alia duo problemata numerica a D. Cl. M. Laurenderio vicissim proposita, cum quibusdam solutionibus ab eodem D. F. D. B. datis. His accessit inquisitio in solutionem prioris problematis à D. Francisco à Schooten in academia Lugduno Batava matheseos professore datam. In qua continentur sex aliae solutionnes prioris problematis terminis analiticis ab eodem D. B. F. sub forma problematis datae. Insuper et solutio alterius problematis ab eodem Cl. viro D. Fermat circa numeros unitate à quadrato deficientes propositi, cum ipsius solutionis constructione (1657)
- Traité des triangles rectangles en nombres, dans lequel plusieurs belles propriétés de ces triangles sont démontrées par de nouveaux principes (1676 et 1677) Texte en ligne
- Méthode pour trouver la solution des problèmes par les exclusions. Abrégé des combinaisons. Des Quarrez magiques sur Google Livres. Contenu dans Divers ouvrages de mathématiques et de physique, par MM. de l'Académie royale des sciences (1693)